# Brachymenium megalacrion
Brachymenium megalacrion là một loài Rêu trong họ Bryaceae. Loài này được (Schwägr.) A. Jaeger mô tả khoa học đầu tiên năm 1875.